# Coleophora klimeschiella
Coleophora klimeschiella é uma espécie de mariposa do gênero Coleophora pertencente à família Coleophoridae.